# Pforzen

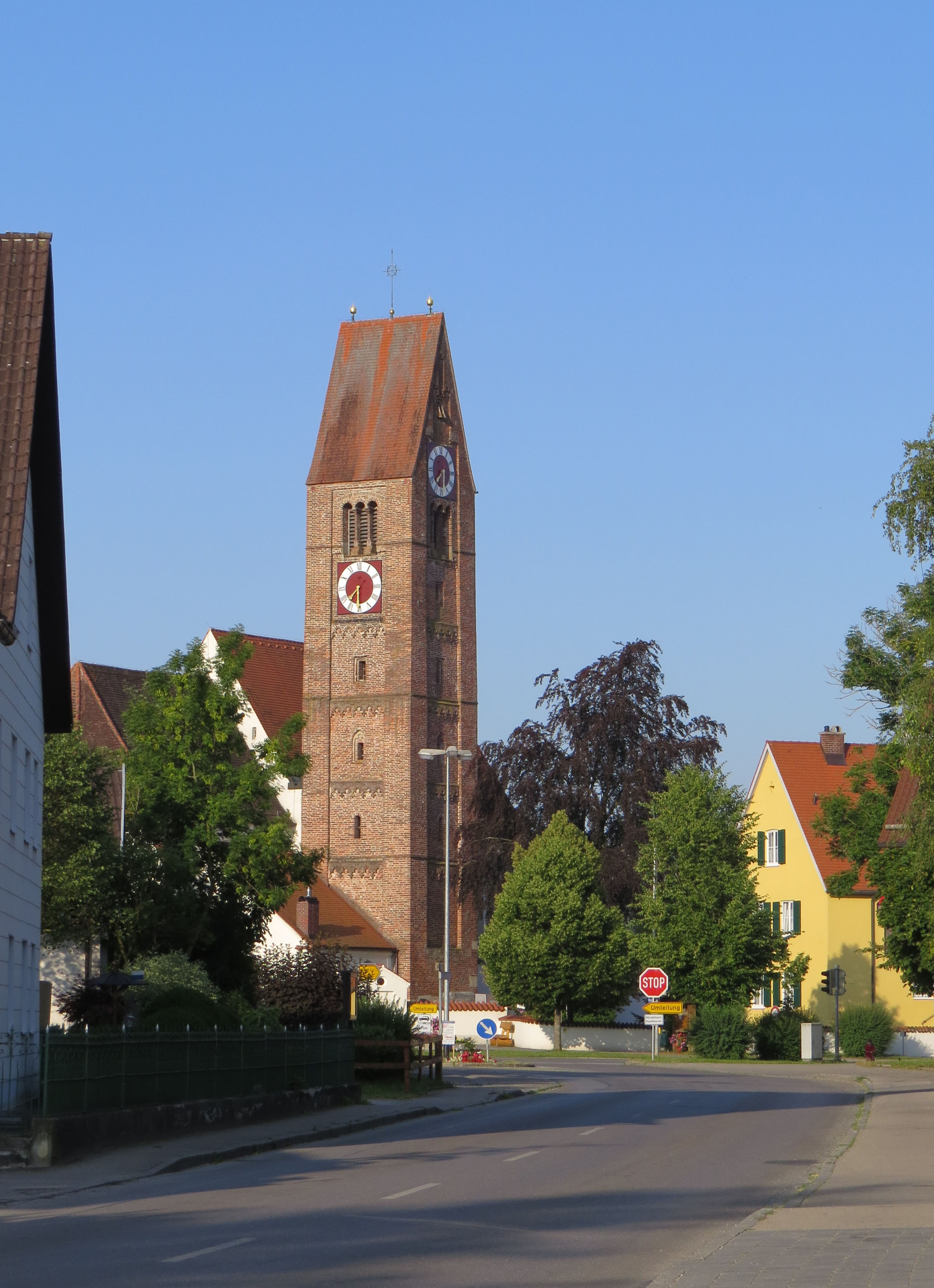
Pforzen – Ortsmitte von Norden

Pforzen ist eine Gemeinde im schwäbischen Landkreis Ostallgäu. Der gleichnamige Hauptort ist Sitz der Gemeindeverwaltung und der Sitz der Verwaltungsgemeinschaft Pforzen.
Der Name der Gemeinde geht auf den Namen Forzheim (vermutlich ‚Heim an der Furt‘) zurück, dessen Schreibweise sich im Laufe der Jahre mehrmals geändert hat. In seiner heutigen Form ist er seit 1481 belegt.

## Geographie

### Geographische Lage
Pforzen liegt am Rand des Allgäus beidseits der Ufer des Flusses an der mittleren Wertach.

### Nachbargemeinden
Die Gemeinde grenzt reihum im Norden und Nordnordosten an die Stadt Bad Wörishofen im Nachbar-Landkreis Unterallgäu, im Nordosten an die Gemeinde Rieden, im Osten an die Gemeinde Germaringen, im Südosten an die kreisfreie Stadt Kaufbeuren, im Südwesten an die Marktgemeinde Irsee und im Westen und Nordwesten an die Gemeinde Baisweil.

### Gemeindegliederung
Pforzen umfasst die zwei Gemarkungen Ingenried auf der Hochebene links über der Wertach und Pforzen mit dem Anteil der Gemeinde an der sich überwiegend rechtsseits des Flusses nach Osten erstreckenden Talebene.
Die Gemeinde hat 5 Gemeindeteile (in Klammern ist der Siedlungstyp und die Gemarkungszugehörigkeit angegeben):
- Hammerschmiede (Dorf, zu Pforzen)
- Ingenried (Pfarrdorf, zu Ingenried)
- Irpisdorf (Dorf, zu Ingenried)
- Leinau (Dorf, zu Pforzen)
- Pforzen (Pfarrdorf, zu Pforzen)

## Geschichte

### Bis zur Gemeindegründung
In einer Tongrube in Hammerschmiede wurden seit 2019 eine Reihe von prähistorischen Fossilien gefunden, die zwischen 11 und 12 Millionen Jahre alt sind. Darunter von den aufrechtgehenden Primaten Danuvius guggenmosi und Buronius manfredschmidi, vom pandaverwandten Kretzoiarctos beatrix, sowie 27 anderen Raubtieren, wie großen Hyänen und Säbelzahnkatzen, aber auch kleinen wieselartigen Fleischfressern.

Im Jahr 1992 wurden Bestattungen aus der Hügelgräberbronzezeit (um 1500 v. Chr.) gefunden. Die Ausgrabungen sind von hohem wissenschaftlichem Wert und in dieser Form einzigartig im Allgäu. Bei Pforzen wurde in einem alemannischen Grab aus dem späten 6. Jahrhundert eine silberne Gürtelschnalle gefunden, deren Inschrift einen der ältesten Stabreime in einer westgermanischen Sprache darstellt.

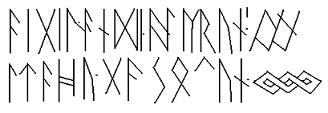
Wiedergabe der Runeninschrift auf der Gürtelschnalle von Pforzen

Pforzen gehörte zur Reichsabtei Irsee. Seit dem Reichsdeputationshauptschluss von 1803 gehört der Ort zu Bayern. Im Zuge der Verwaltungsreformen im Königreich Bayern entstand mit dem Gemeindeedikt von 1818 die heutige Gemeinde.

### 19. Jahrhundert

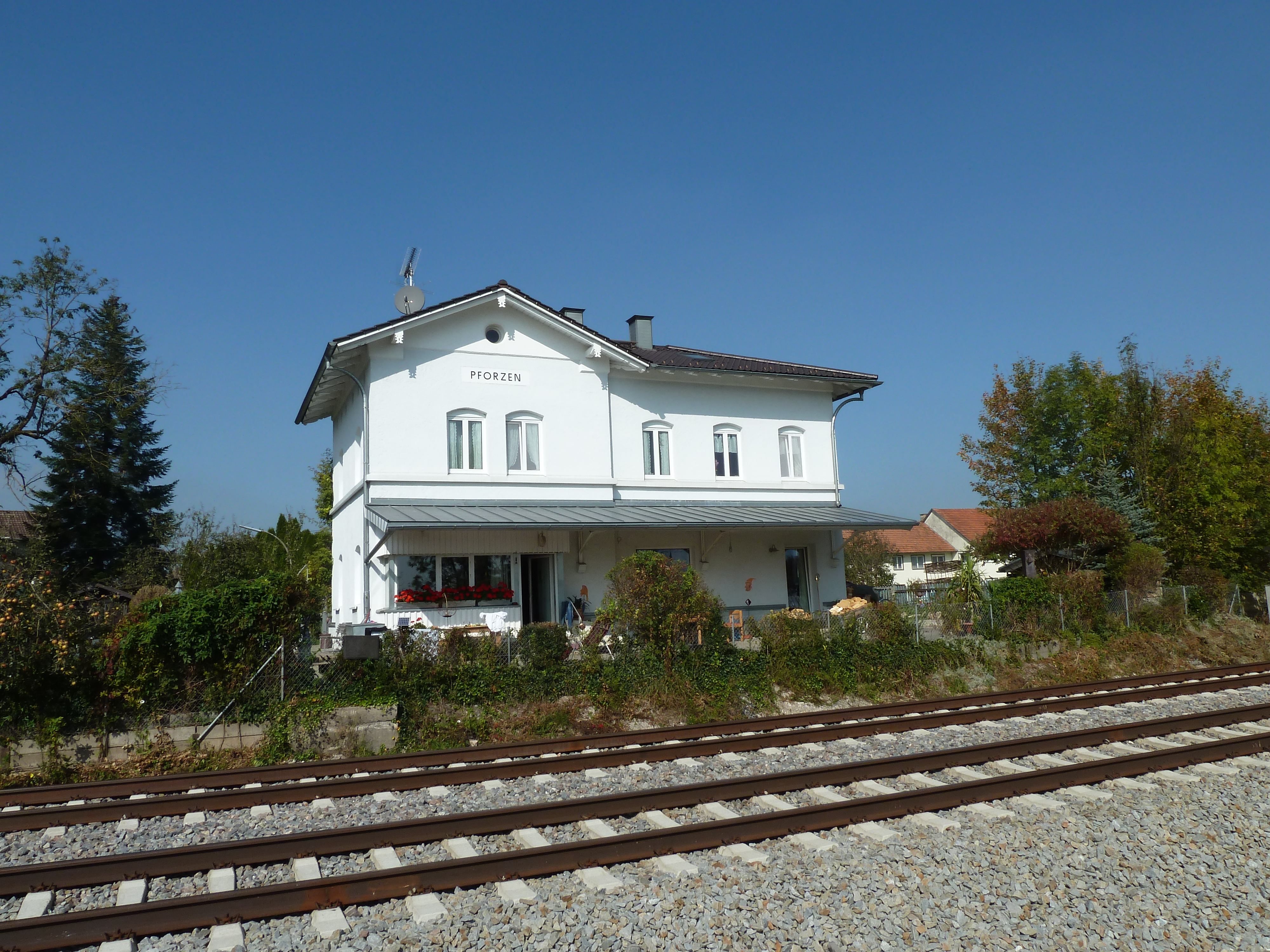
Ehemaliger Bahnhof Pforzen an der Bahnstrecke Buchloe–Lindau

Am 1. September 1847 wurde der Abschnitt Augsburg–Kaufbeuren der königlich bayerischen Ludwig-Süd-Nord-Bahn eröffnet und Pforzen erhielt einen Bahnanschluss. Der dazugehörige Bahnhof Pforzen an der Bahnstrecke Buchloe–Lindau steht im heutigen Zellerberg, ist aber aufgelassen.

### 21. Jahrhundert
In der Tongrube des Ortsteils Hammerschmiede wurde bereits im Jahr 1965 ein erster paläontologischer Fund von dem Hobbyarchäologen Sigulf Guggenmos (1941–2018) aus Dösingen gemacht. Seit 2011 gräbt hier ein Forscherteam um Madelaine Böhme von der Universität Tübingen. Dabei wurde im Jahr 2015 ein erstes Fossil, 2016 wurden weitere Fossilien von Menschenaffen entdeckt. Die Art erhielt den Namen Danuvius guggenmosi. Da zu Udo Lindenbergs 70. Geburtstag entscheidende Funde gemacht wurden, erhielt das männliche Tier den Spitznamen "Udo". Die 21 Funde dieses männlichen Individuums (Stand November 2019) legen nahe, dass es in der Lage war, auch aufrecht in Bäumen zu gehen.

### Eingemeindungen
Im Zuge der Gebietsreform in Bayern wurde am 1. Juli 1971 die Gemeinde Ingenried eingegliedert.

### Einwohnerentwicklung
| Jahr      | 1840 | 1871 | 1900 | 1939 | 1950 | 1961 | 1970 | 1987 | 1991 | 1995 | 2000 | 2005 | 2010 | 2015 | 2020 |
| Einwohner | 749  | 817  | 1090 | 1143 | 1816 | 1484 | 1499 | 1714 | 1695 | 1868 | 1991 | 2113 | 2124 | 2216 | 2347 |

Pforzen wuchs von 1988 bis 2008 um 451 Einwohner bzw. um ca. 27 %. Zwischen 1988 und 2018 wuchs die Gemeinde von 1675 auf 2321 um 646 Einwohner bzw. um 38,6 %.

## Politik

### Gemeinderat und Bürgermeister
Die Wahl am 15. März 2020 mit einer Wahlbeteiligung von 64,80 % ergab folgende Sitzverteilung:
| Liste                                    | Stimmenanteil | Sitze   |
| CSU und Freie Wählergemeinschaft Pforzen | 56,36 %       | 8 Sitze |
| SPD und Freie Wählervereinigung Pforzen  | 13,81 %       | 2 Sitze |
| Unabhängige Liste Pforzen                | 29,83 %       | 4 Sitze |

Bürgermeister ist seit 1. Mai 2014 Herbert Hofer (CSU/Freie Wählergemeinschaft). Er wurde am 15. März 2020 mit 79,25 % der Stimmen wieder gewählt.

### Wappen
| Wappen von Pforzen | Blasonierung: „Geteilt von Silber und Blau; oben ein roter Doppelspringer, dem am Fuß ein roter Pfeil unterlegt ist, unten ein schreitender goldener Hirsch.“ |
| Wappen von Pforzen | Wappenbegründung: Der Doppelspringer ist dem Wappen der Herren von Pforzen entnommen, die schon im 12. Jahrhundert genannt werden und deren Besitz nach ihrem Aussterben im 14. Jahrhundert an das Kloster Irsee gelangte. Auf das nach Pforzen eingemeindete Ingenried und seine Sebastianskapelle soll der Pfeil als Attribut des hl. Sebastian hinweisen. Im unteren Teil des Gemeindewappens wurde eine weitere Adelsfamilie, die seit dem 12. Jahrhundert genannten Leinauer, berücksichtigt. Sie hatten ihren Stammsitz im Ort Leinau im Gemeindegebiet und führten in ihrem Wappen einen schreitenden Hirsch. |

## Wirtschaft und Infrastruktur

### Wirtschaft
Es gab 2010 im Bereich der Land- und Forstwirtschaft 4, im produzierenden Gewerbe 156 und im Bereich Handel und Verkehr 51 sozialversicherungspflichtig Beschäftigte am Arbeitsort. In sonstigen Wirtschaftsbereichen waren am Arbeitsort 59 Personen sozialversicherungspflichtig beschäftigt. Sozialversicherungspflichtig Beschäftigte am Wohnort gab es insgesamt 781. Im verarbeitenden Gewerbe (sowie Bergbau und Gewinnung von Steinen und Erden) gab es keine, im Bauhauptgewerbe 6 Betriebe. Zudem bestanden 40 landwirtschaftliche Betriebe mit einer landwirtschaftlich genutzten Fläche von mindestens 2 ha, die insgesamt 1299 ha bewirtschafteten. Davon waren 427 ha Ackerfläche und 873 ha Dauergrünfläche.

### Bildung
Im Jahr 2022 bestanden folgende Bildungseinrichtungen:
- Der Kindergarten St. Valentin mit max. 107 Plätzen und 5 Gruppen (3 Kindergartengruppen, 1 Kombigruppe und 1 Krippengruppe). 18 päd. Fach- und Ergänzungskräfte (Erzieher und Kinderpfleger) sind für die Bildung und Betreuung der Kinder im Alter von 1 bis 6 Jahren dort beschäftigt.
- Eine Volksschule, in der 12 Lehrer in 8 Klassen 160 Schüler unterrichteten (Schuljahr 2010/11)

## Bilder

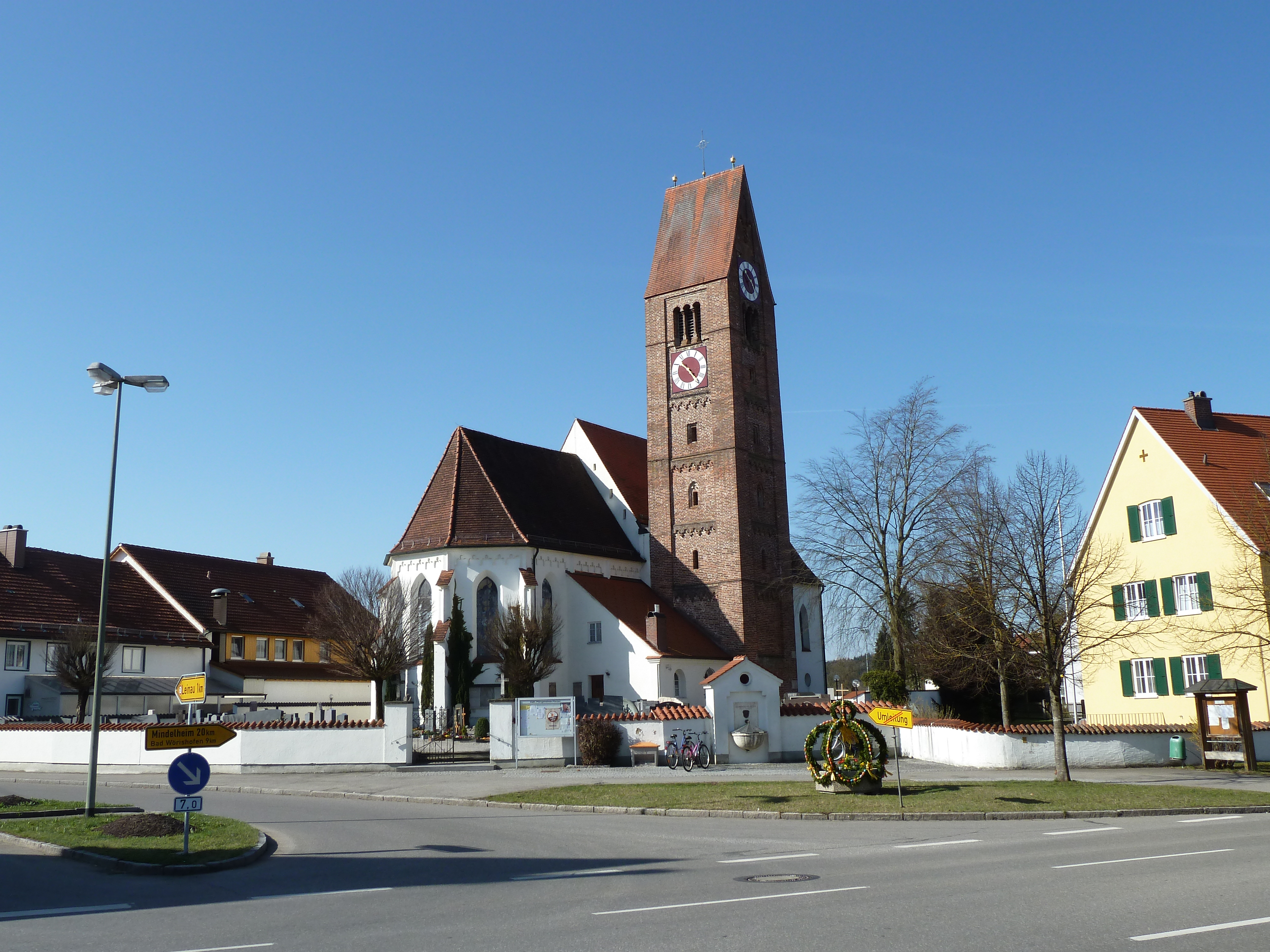
Pfarrkirche St. Valentin
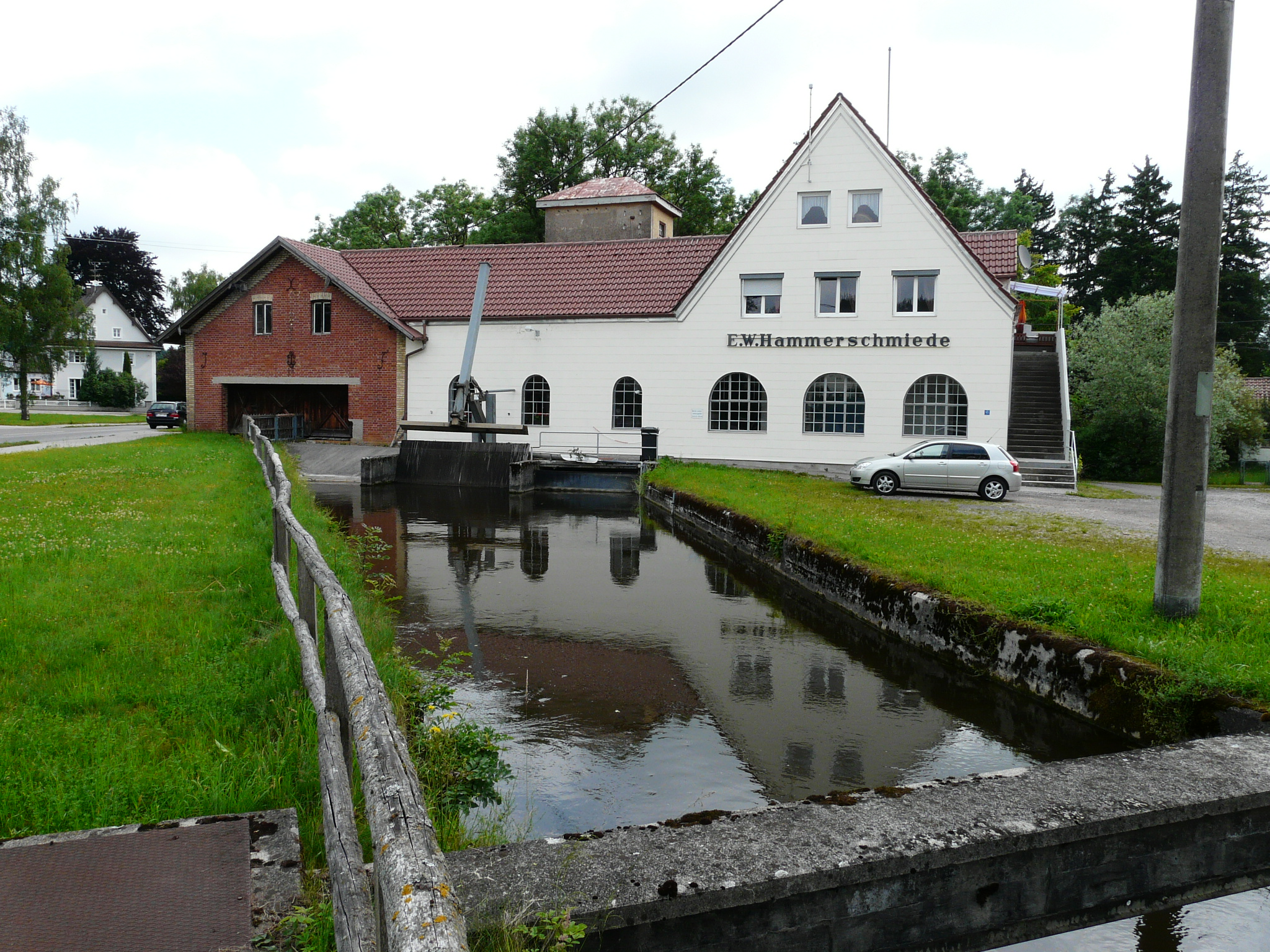
Hammerschmiede
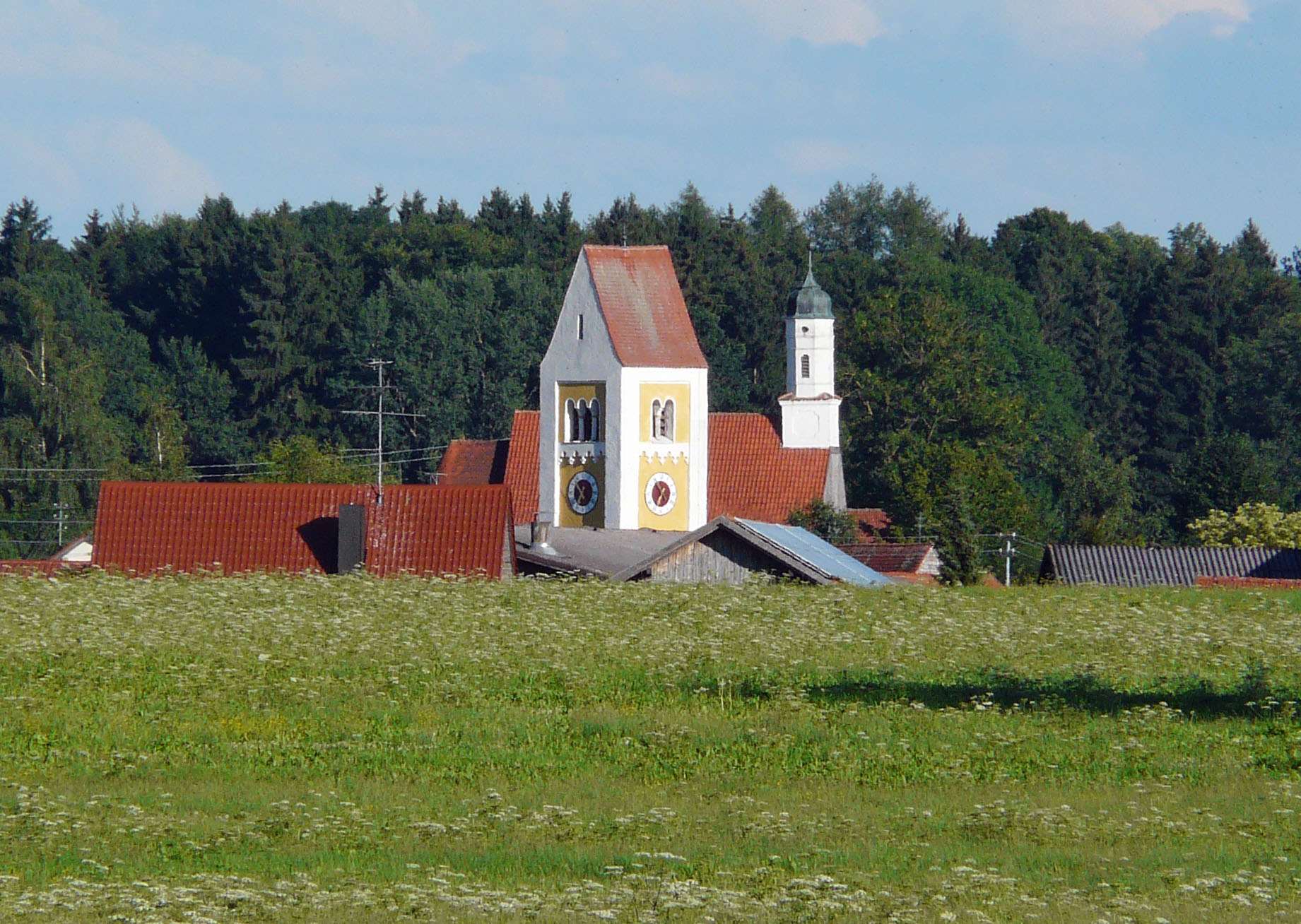
Ingenried bei Pforzen
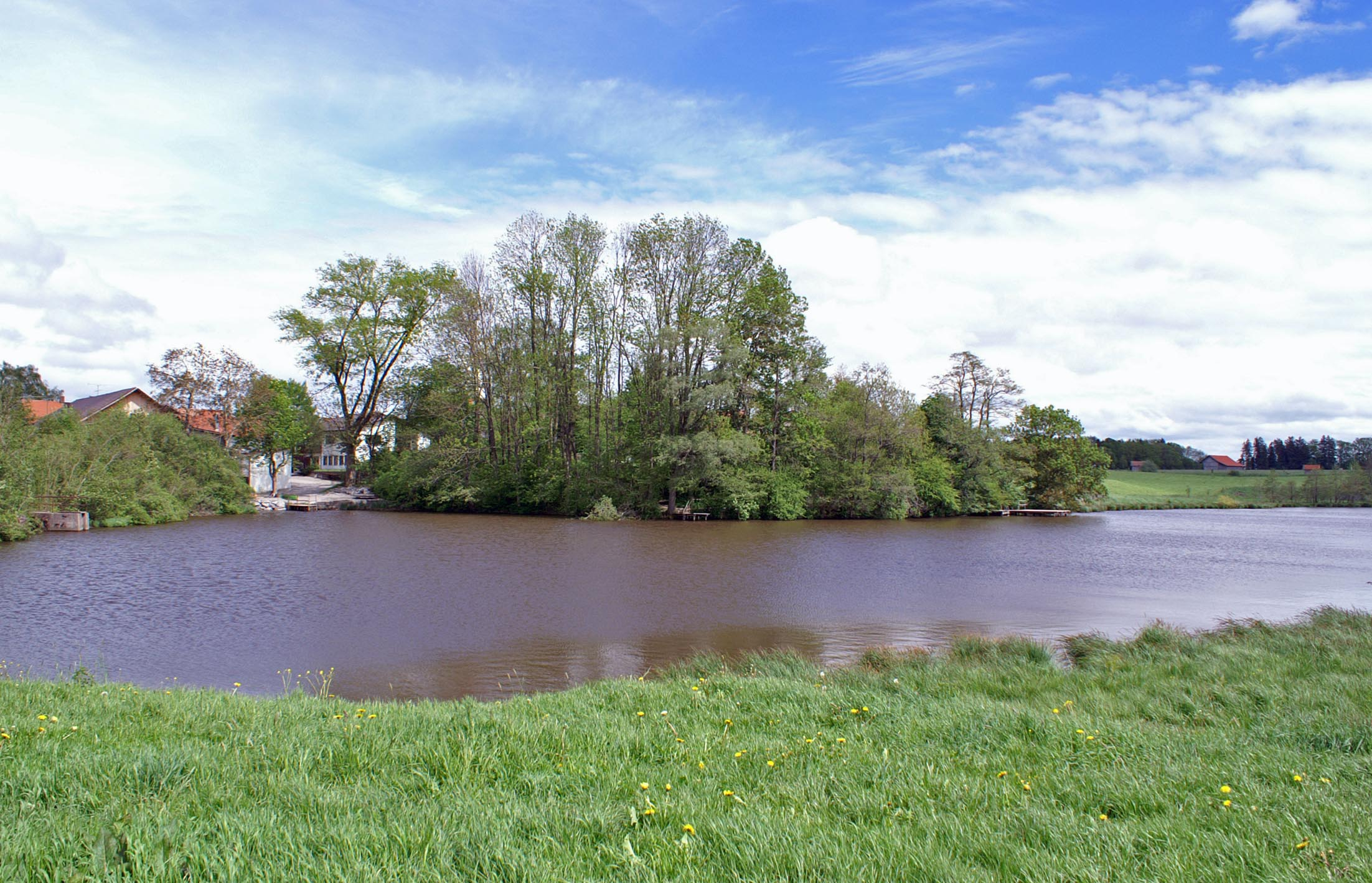
Ingenrieder Weiher
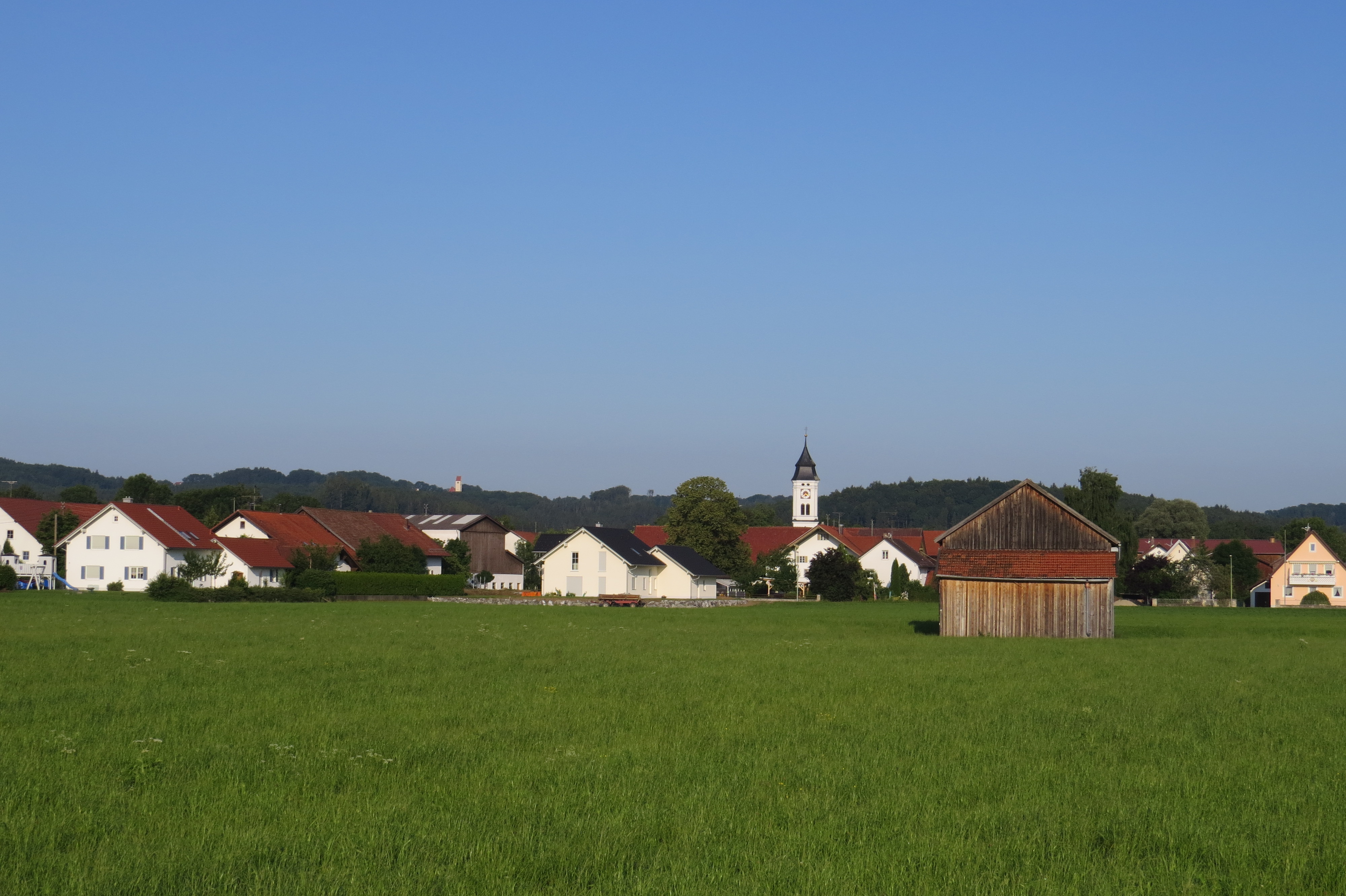
Leinau
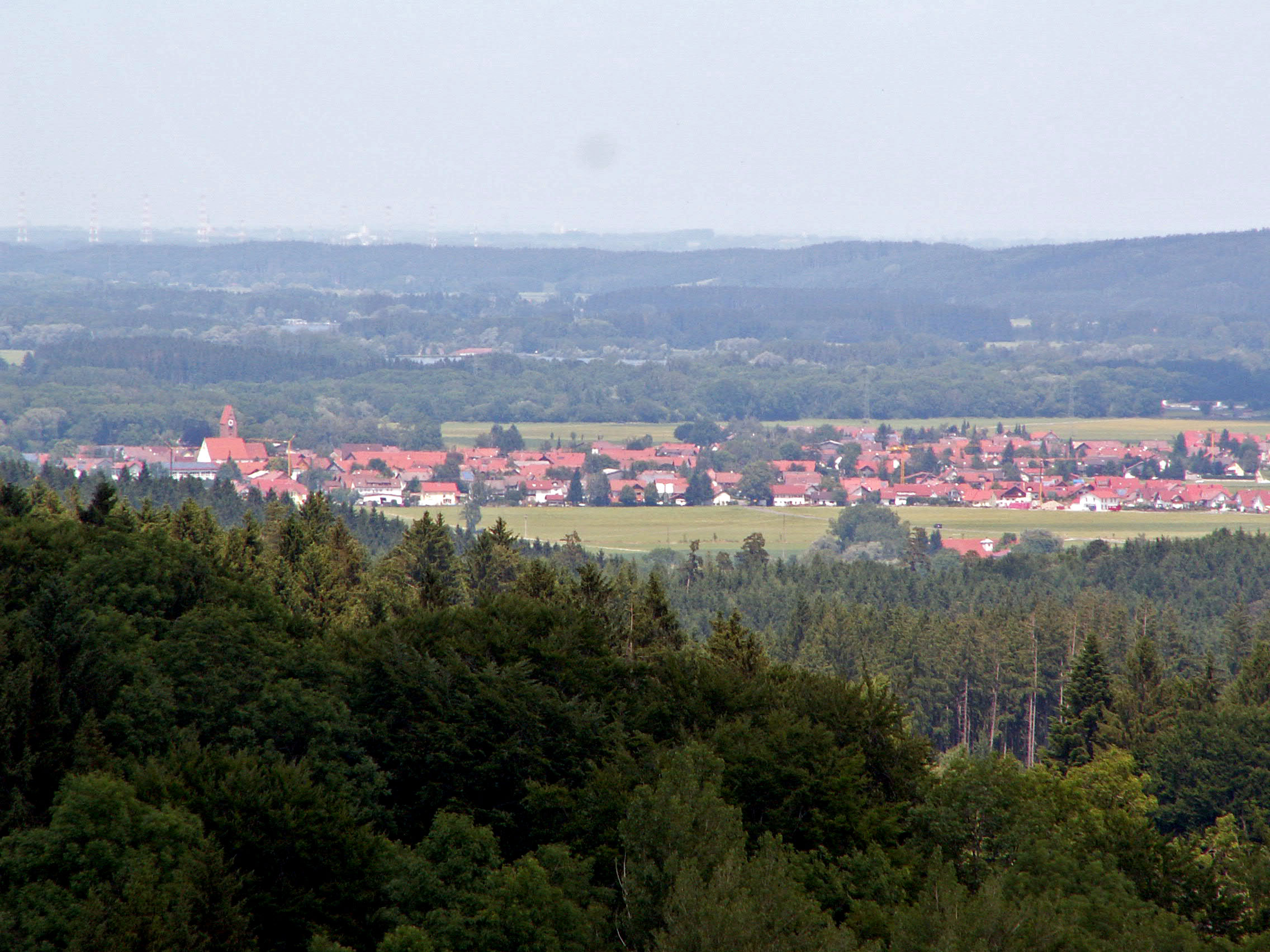
Pforzen von Westen

## Persönlichkeiten
- Karl Linder (1849–1905), Brauereibesitzer in Leinau und Reichstagsabgeordneter
- Adolf Eberle (1886–1976), Professor Dr. phil., Dr. theol., Monsignore, Bischöflich-Geistlicher Rat, 1931–1947 Rektor der Philosophisch-Theologischen Hochschule Dillingen